# Comarca de la Mariña Oriental
La Mariña Oriental (en gallego y oficialmente A Mariña Oriental) es una comarca situada en la parte septentrional de la provincia de Lugo (Galicia, España). Esta comarca es una división político-administrativa de la macrocomarca de La Mariña de Lugo. Su capital es Ribadeo.

## Municipios
Pertenecen a la misma los siguientes municipios: 
- Barreiros
- Puente Nuevo
- Ribadeo
- Trabada